# Mietshaus Koński-Kierat-Straße 12
Das Mietshaus Koński-Kierat-Straße 12 in Stettin ist ein Haus an der Ecke der Ulica Koński Kierat (Roßmarktstraße) und Ulica Mariacka (Große Domstraße). Es liegt in der Stadtsiedlung Stare Miasto im Bezirk Śródmieście. Es ist eines der wenigen Mietshäuser, die die alliierte Bombardierung der Altstadt und den Massenabriss der altstädtischen Gebäude in der Nachkriegszeit überstanden haben.

## Geschichte
Im 16. und frühen 17. Jahrhundert befand sich an der Stelle des heutigen Gebäudes eine städtische Bierbrauerei, die auch als Oberstadtkeller bezeichnet wurde. Im Jahr 1681 wurde das Gebäude unter schwedischer Herrschaft in ein Lagerhaus (Altes Packhaus) umgewandelt. Später wurde es vom „Königlichen Pack- und Accisehaus“ übernommen und ein Teil der Räumlichkeiten wurde als Spinnschule genutzt.
Im Jahr 1880 wurde das alte Gebäude abgerissen. Auf den alten Fundamenten aus dem 14. Jahrhundert wurde ein neues klassizistisches Gebäude errichtet, in dem die Freimaurerloge untergebracht wurde. Nach der Proklamierung des Dritten Reiches wurde die Loge durch den Nationalsozialistischen Reichsbund für Leibesübungen ersetzt.
In den 1940er Jahren wurde die Altstadt von Stettin durch mehrere alliierte Bombardierungen zerstört. Auch das Haus in der Roßmarktstraße 12 blieb nicht verschont: Das Dach mit Zeltdach, das dritte Stockwerk des Gebäudes und ein Teil des der Roßmarktstraße zugewandten Flügels wurden abgerissen. Bis Anfang der 1960er Jahre lag das Haus in Trümmern. Während des Wiederaufbaus wurden der zerstörte Teil des linken Flügels und das dritte Stockwerk nicht restauriert, sondern die beiden erhaltenen Stockwerke mit einem neuen Dach bedeckt und eine neue Giebelwand im linken Flügel gemauert. Nach dem Wiederaufbau war das Mietshaus unter anderem Sitz der Firma Pewex. Seit 1999 befindet sich das Gebäude in Privatbesitz und beherbergt ein Antiquitätengeschäft.

## Beschreibung
Ursprünglich war das Haus viergeschossig. Der Eckerker war mit einem Zeltdach versehen. Seit dem Wiederaufbau in der Nachkriegszeit ist das Haus dreigeschossig, und der linke Flügel ist um mehrere Achsen kürzer als in der Vorkriegszeit.
Das Erdgeschoss des Hauses ist mit Rustizierung und die Obergeschosse mit roten Klinkern verziert. Die der Ulica Mariacka zugewandte Fassade ist achtachsig. Die Fenster im ersten Stock sind von Bändern umrahmt und mit Giebeln versehen, deren oberer Teil die Form einer Muschel hat. Die Giebel der Fenster des zweiten Stocks sind bescheidener gestaltet, da sie im Vergleich zu denen des ersten Stocks keine Muscheln haben. Die der Ulica Koński Kierat zugewandte Fassade ist fünfachsig, und ihre Stuckverzierung unterscheidet sich nur durch die Anbringung eines Reliefs, das ein Löwenmaul mit einer Girlande anstelle der ersten beiden Achsen des zweiten Stocks darstellt. Links vom Relief ist ein Metallanker für die Befestigung von über der Fahrbahn aufgehängten Straßenlampen erhalten.
Der Keller des Hauses hat zwei Geschosse.

## Galerie

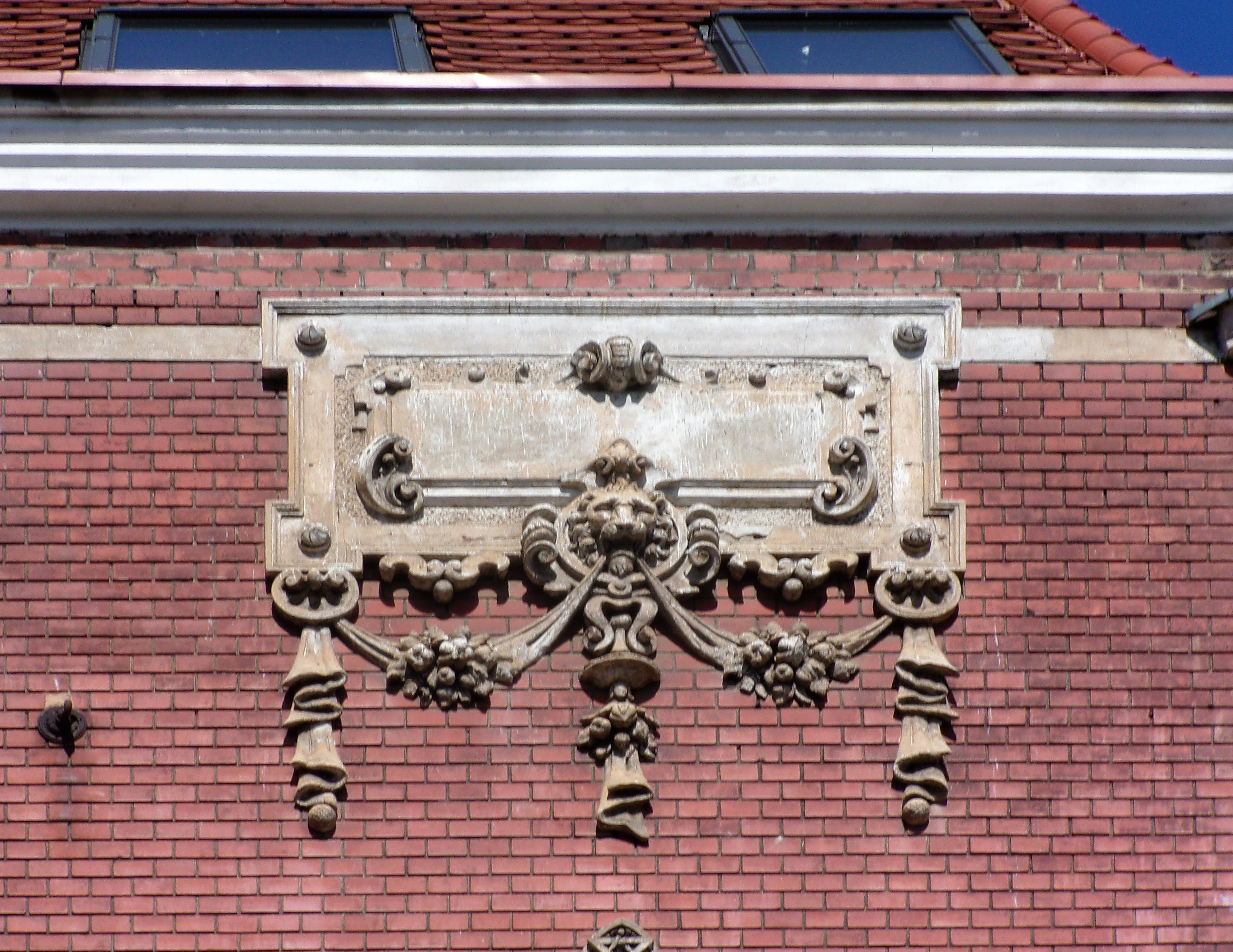
Flachrelief an der Seite der Ulica Koński Kierat
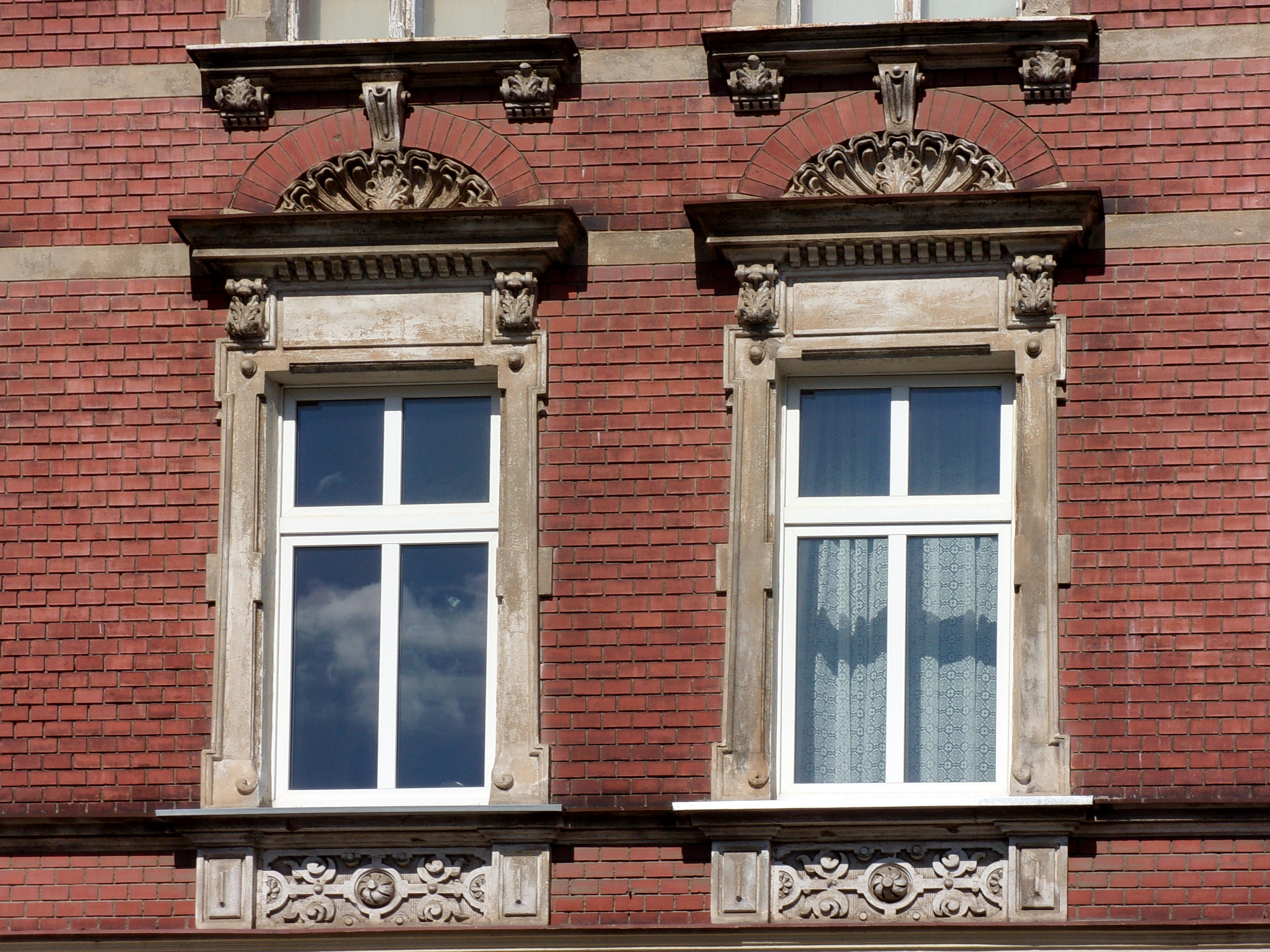
Verzierungen des 1. Stocks
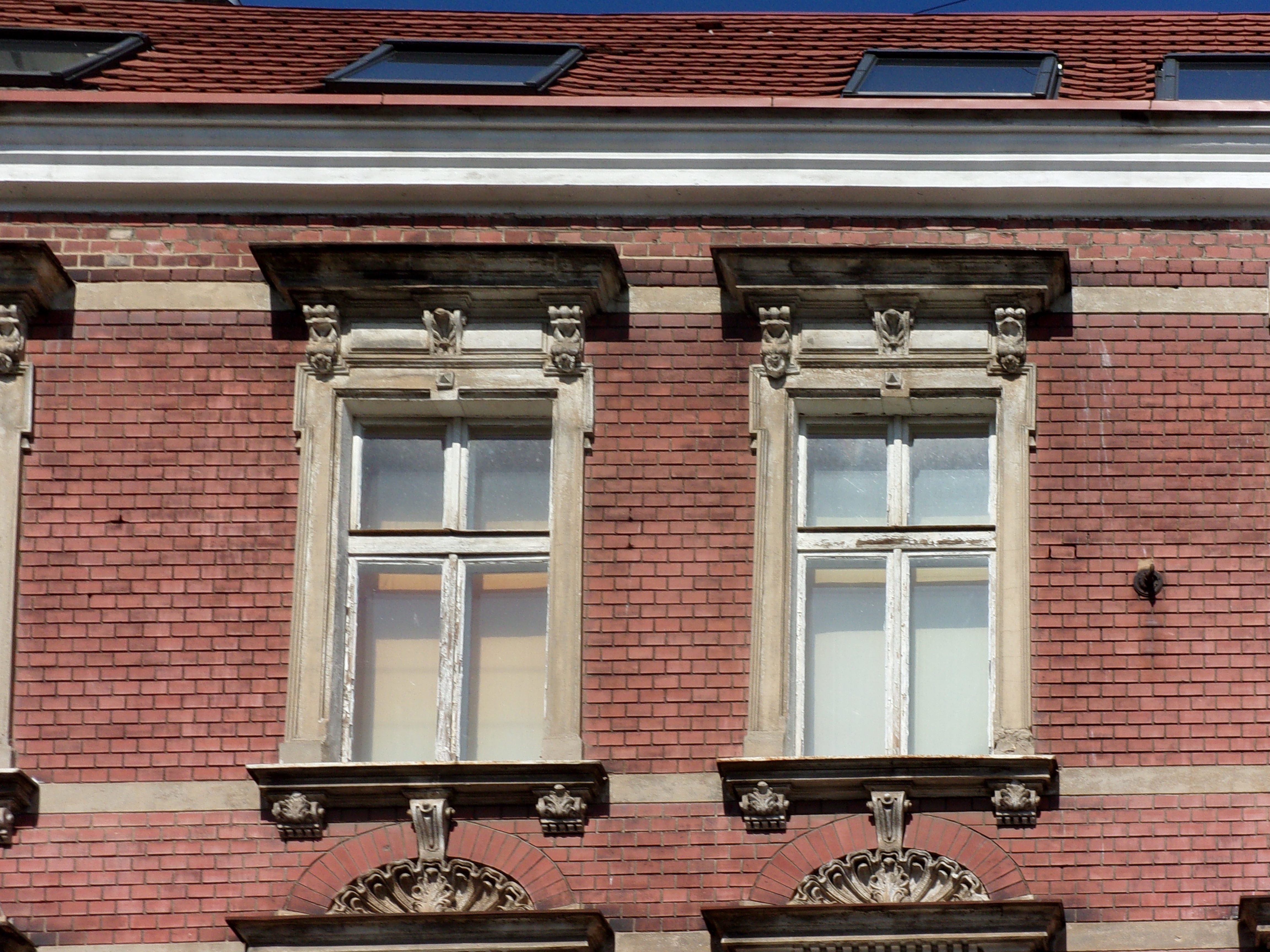
Verzierungen des 2. Stocks